# 瑞牆山
瑞牆山（みずがきやま）は山梨県北杜市（旧北巨摩郡須玉町）にある標高2,230mの山で、奥秩父の山域の主脈の一つ。旧須玉町域の最北部にあたる。日本百名山のひとつ。

## 概説
古くからの信仰の山で、洞窟には修験者の修行跡や刻字が残り、山頂の西峰には弘法岩があり、空海開山伝説も伝わる。
全山が黒雲母の花崗岩で形成される。南西部は風化や浸食の影響を受け、独特の岩峰が聳える景観を作っており、地元ではコブ岩と呼ばれる。

## 名称
「瑞牆」とは神社の周囲の垣根（玉垣）のことだが、山名の由来は山稜を三分割する「みつなぎ」の転訛説や、崖を意味する「がき」に由来する説などがある。江戸時代後期に成立した『甲斐国志』では、玉塁と呼ばれる金峰山に対し、瑞塁を呼び習わしたとする説が紹介されている。

## 文学における扱い
瑞牆山に関係する文学として、俳人の前田普羅（1884年 - 1954年）が1937年（昭和12年）1月17日に『東京日日新聞』紙上に発表した「甲斐の山々」の五句があり、その中に瑞牆山を詠んだ「茅枯れてみづがき山は蒼天に入る」の句がある。前田は山梨県を数多く訪問しており、1938年（昭和13年）に「甲斐の山々」を回顧した「一句の誕生」によれば1917年（大正6年）頃に山梨を訪れたときに、五句を着想したという。
詩人の尾崎喜八（1892年 - 1974年）は1935年（昭和10年）に刊行された随筆集『山の絵本』に収録されている随筆「花崗岩の国のイマアジュ」において八ヶ岳や金峰山など北巨摩（北杜市域）の山岳について触れ、瑞牆山についても言及している。
また、深田久弥（1903年 - 1971年）は、1964年（昭和39年）に刊行された『日本百名山』において瑞牆山を取り上げ、山名の考察を行っているほか「針葉樹の大森林からまるでニョキニョキと岩が生えているような」と表現した。
鋸岩、大ヤスリ岩など、岩々に名前が付けられている。

## 登山

### 周辺にある小屋
- 瑞牆山荘（みずがきさんそう）
- 富士見平小屋（ふじみだいらごや）
- 大日小屋

## ギャラリー

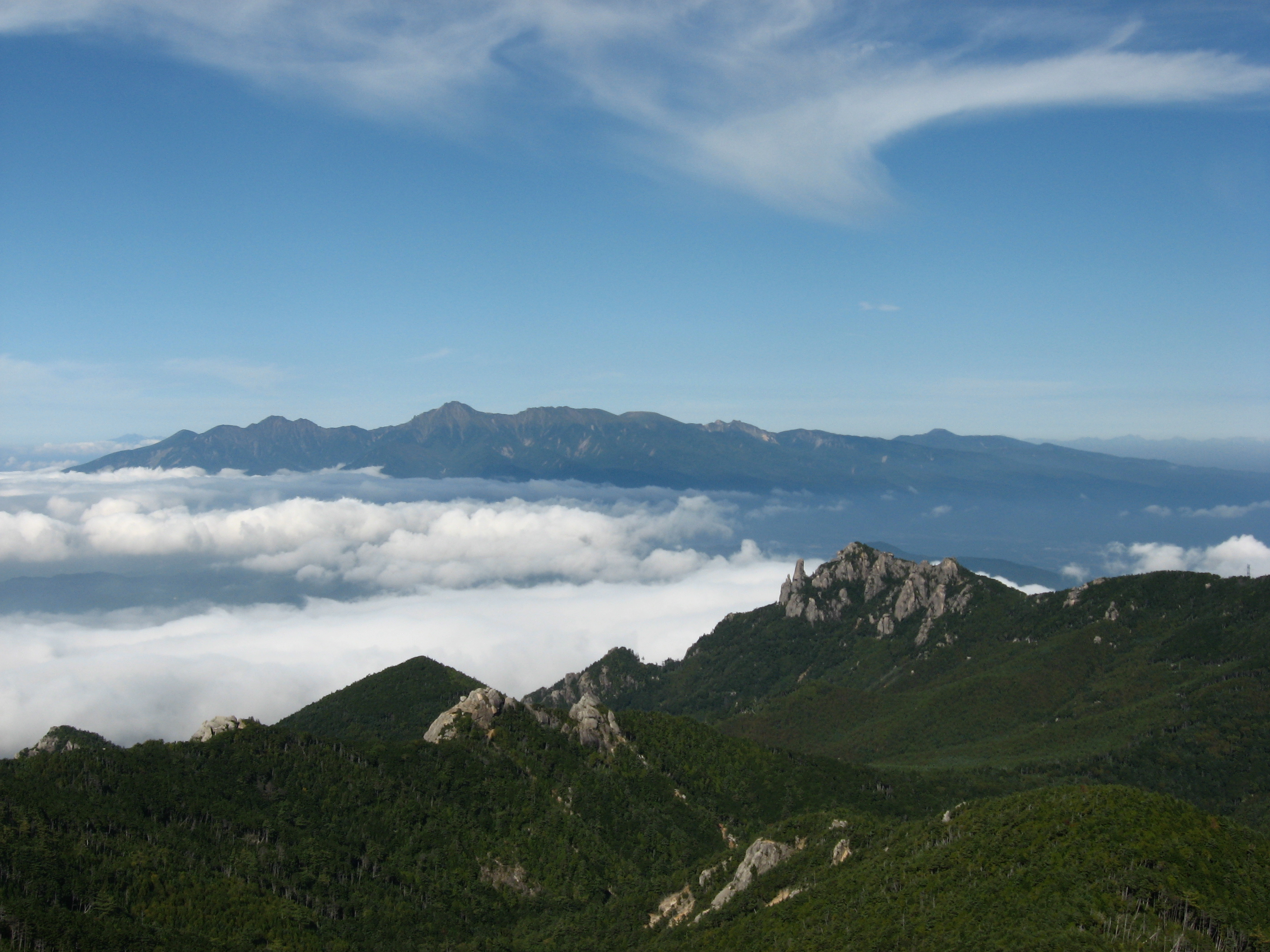
瑞牆山と八ヶ岳（奥）
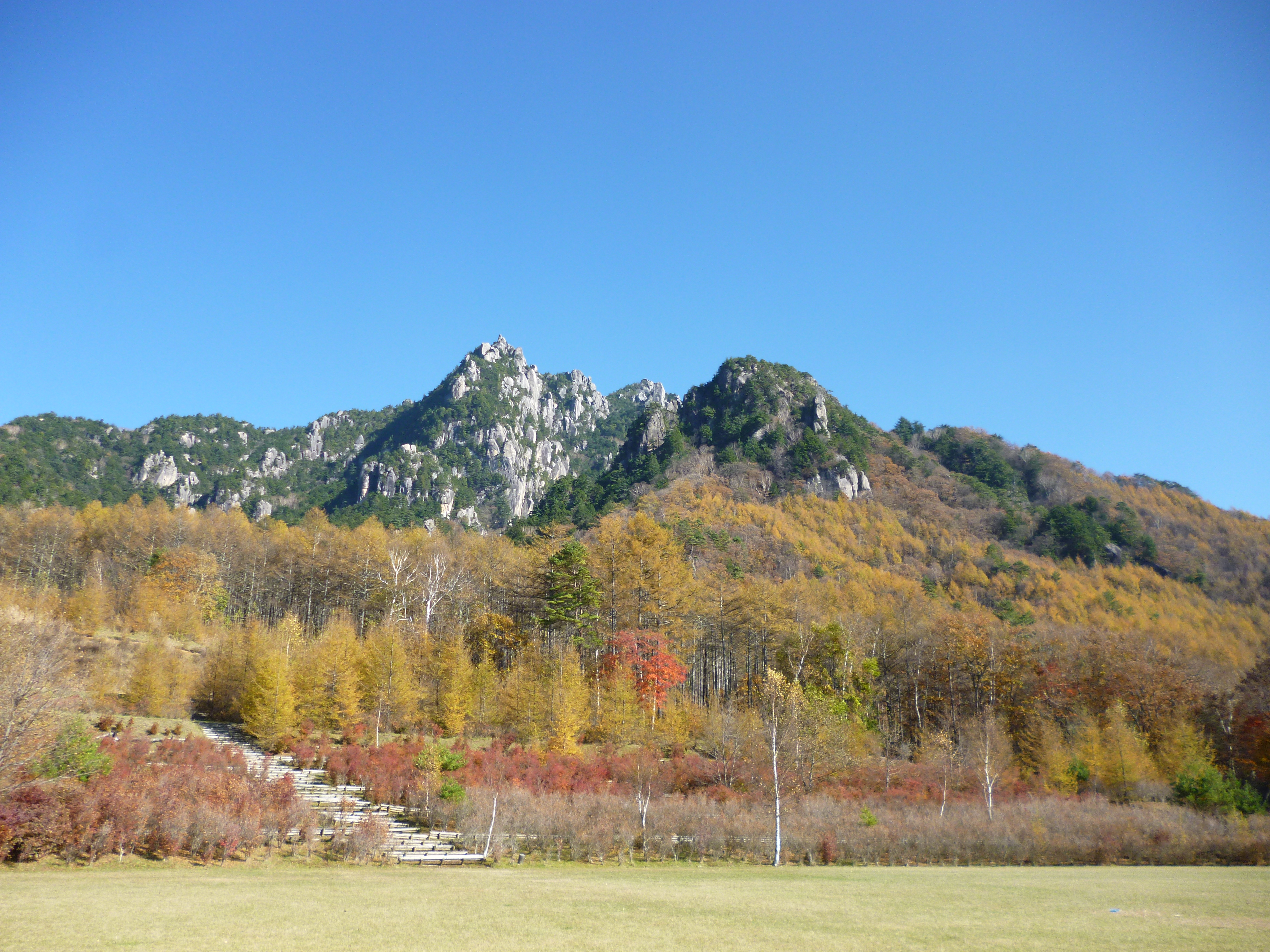
西麓のみずがき山自然公園から
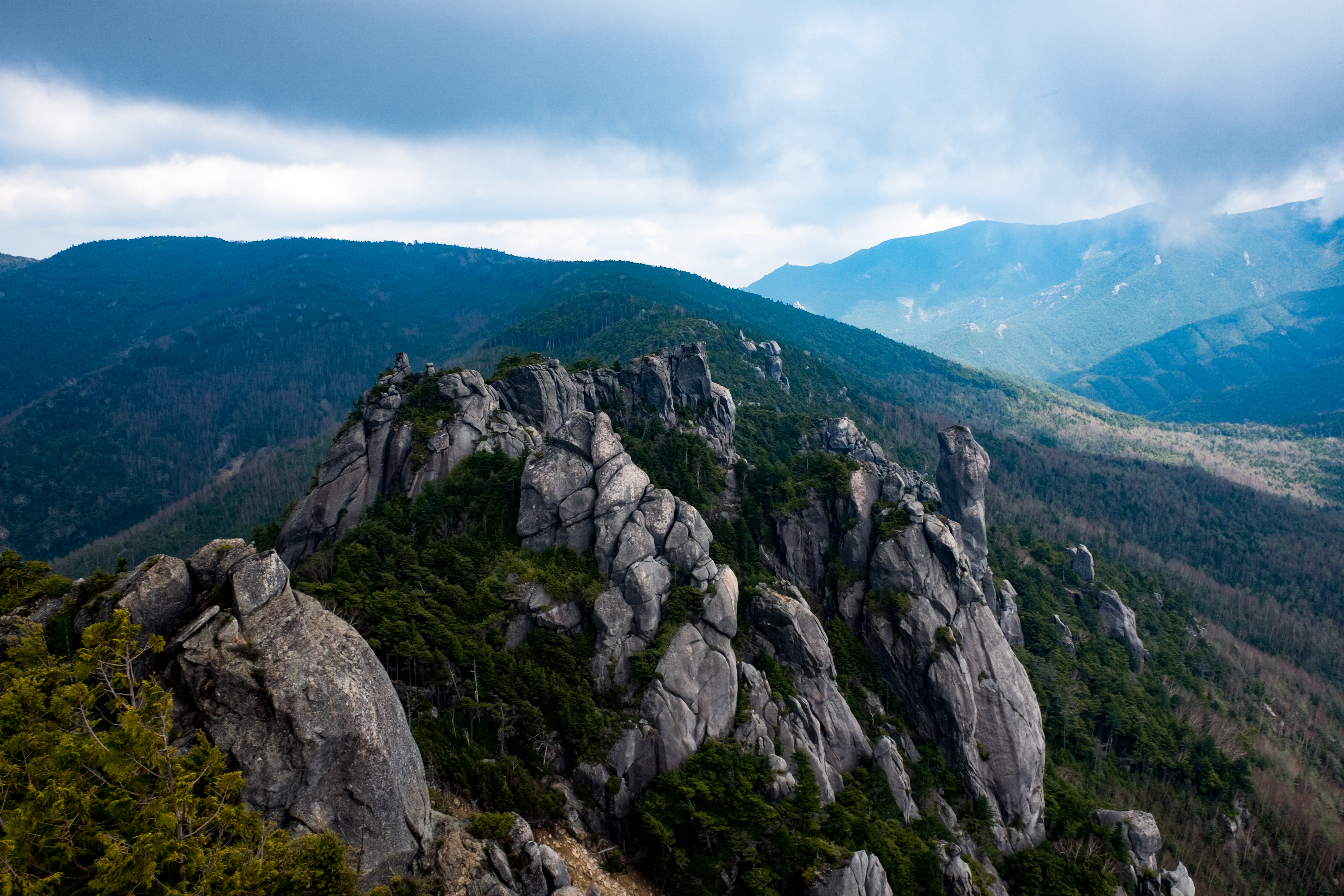
山頂より東を望む
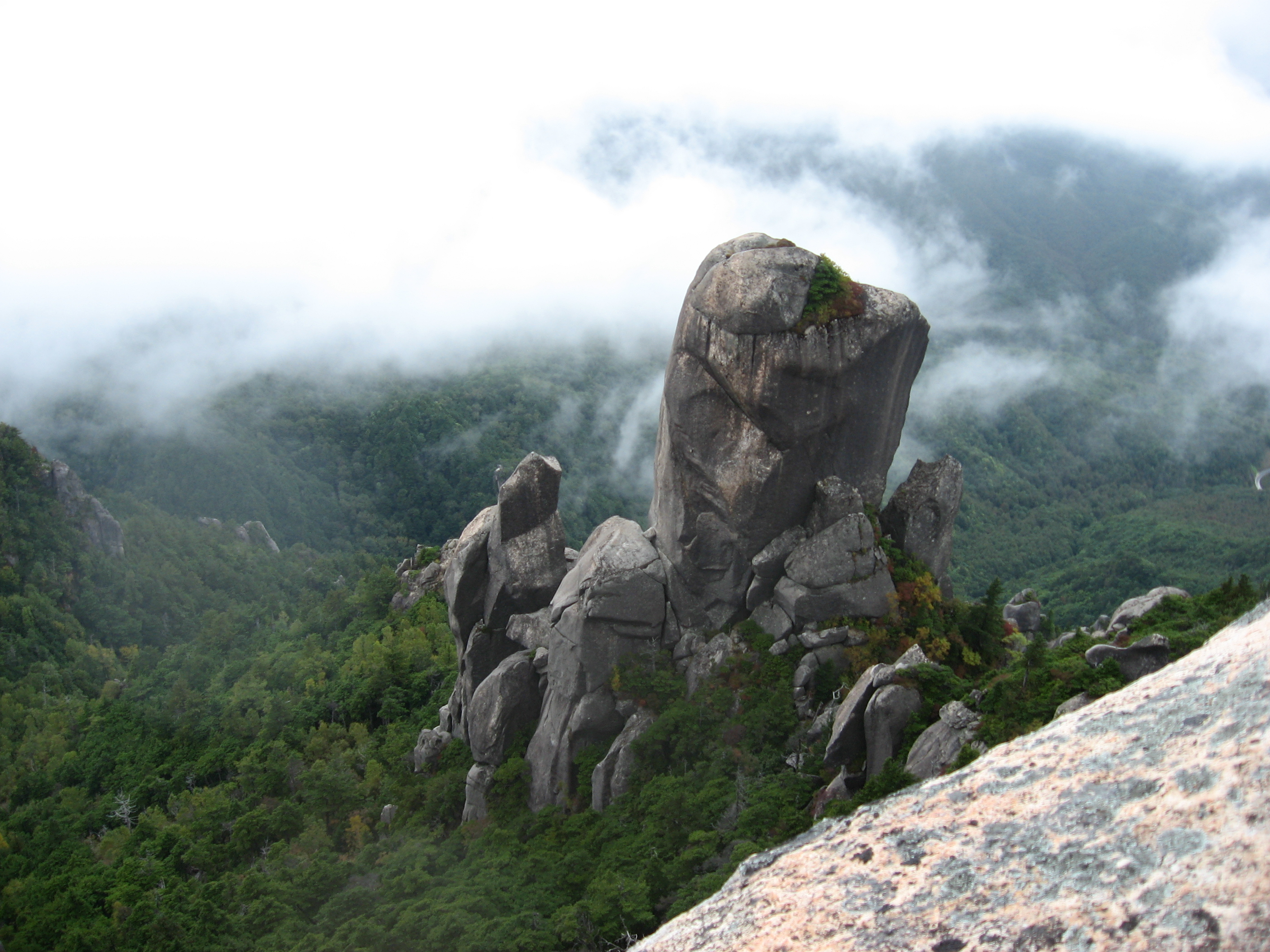
山頂より大ヤスリ岩
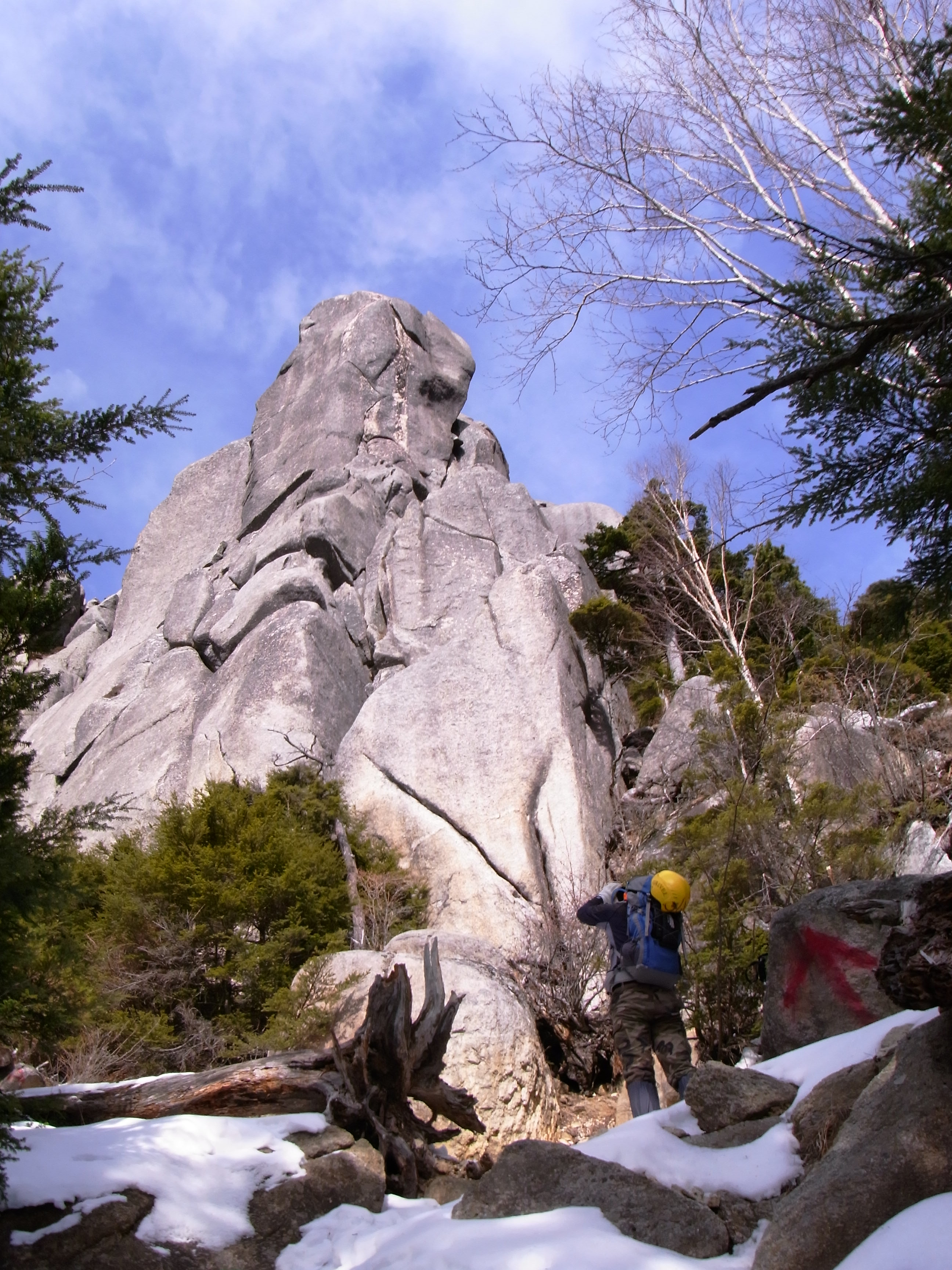
大ヤスリ岩
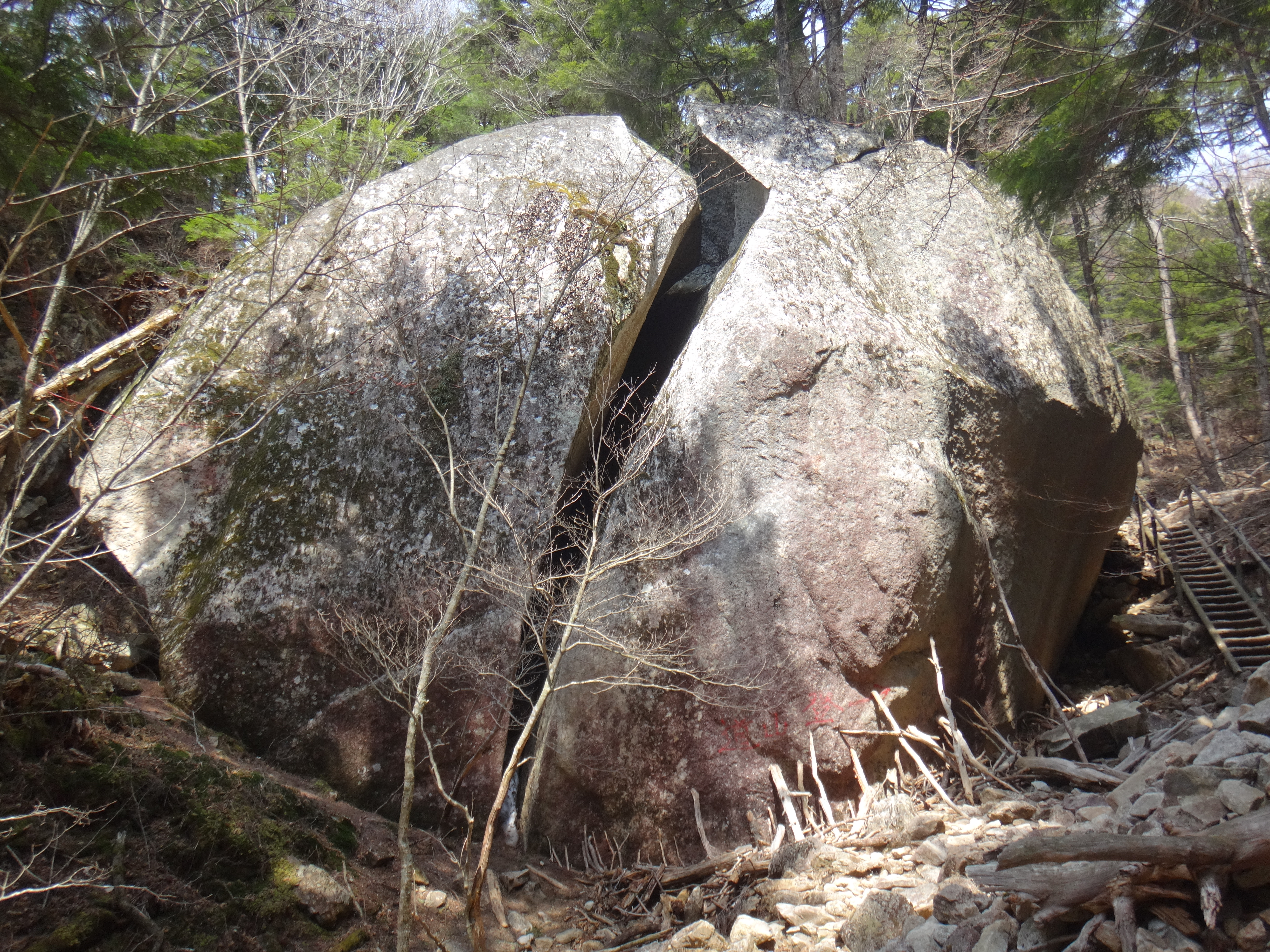
桃太郎岩

## 周辺
近くに黒森鉱泉（含炭酸食塩泉）、増富温泉（信玄の隠し湯とする伝承をもつ、増富ラジウム温泉郷）がある

## 隣接する山
- 朝日岳
- 金峰山
- 小川山
- 横尾山

## 瑞牆山が登場する作品
- 登る女
- ヤマノススメ
- ゆるキャン△